# Fulfordiella fuegiana
Fulfordiella fuegiana là một loài rêu trong họ Pseudolepicoleaceae. Loài này được Hässel de Menéndez mô tả khoa học đầu tiên năm 1974.